# Стіна у ґрунті
«Стіна́ у ґру́нті» — технологія будівництва, розроблення котловану, за якою у ґрунті до розкриття котловану влаштовують залізобетонну стіну по периметру, що виключає доступ ґрунтових вод і сповзання в котлован навколишніх будівель. Будується аналогічно баретам — буріння, встановлення арматури і бетонування.
В Україні технологію застосовують при будівництві Київського метрополітену, а також застосували для будівництва фундаменту 214-метрового хмарочосу «Sky towers» в Києві.